# Storia della teoria degli anelli
Lo studio degli anelli ha avuto origine nelle indagini sugli anelli di polinomi e sugli interi algebrici nella prima metà del XIX secolo, soprattutto in relazione ai tentativi di dimostrare l'ultimo teorema di Fermat. Gauss intorno al 1801 aveva considerata la decomposizione in fattori primi di quelli che ora vengono detti interi gaussiani. Di questi problemi si sono poi occupati, tra gli altri, Adrien-Marie Legendre, Lejeune Dirichlet ed Ernst Eduard Kummer; questi, servendosi di quelli che chiamava numeri complessi ideali, riuscì a dimostrare il teorema per quasi tutti gli esponenti minori di 100.
Si deve a Richard Dedekind l'idea di studiare i numeri complessi ideali indipendentemente dai numeri interi, la definizione di quello che ora si chiama ideale di un anello e quindi il concetto di anello. A Dedekind si deve anche la definizione di ideale primo.
Nel 1882 Dedekind e Wilhelm Eduard Weber hanno introdotto gli anelli di polinomi collegandoli a questioni geometriche. Dedekind ha anche introdotto la nozione e il termine di corpo.
Il termine anello (o più precisamente la sua particolarizzazione in tedesco Zahlring) è stato utilizzato per la prima volta da David Hilbert nell'articolo Die Theorie der algebraischen Zahlkörper, Jahresbericht der Deutschen Mathematiker Vereiningung, Vol. 4, 1897. 
Lo studio degli anelli si è notevolmente ampliato nella seconda metà dell'Ottocento in seguito alla introduzione dei numero ipercomplesso e da allora lo studio di queste strutture si è affrancata dalla preminenza dello studio dei campi, la specie di struttura algebrica più importante per l'analisi matematica.
La prima definizione assiomatica della struttura di anello fu data da Adolf Fraenkel nel Journal für die reine und angewandte Mathematik (A. L. Crelle), vol. 145, 1914.
Nel 1921 Emmy Noether ha dato il primo fondamento assiomatico della teoria degli anelli commutativi nel suo articolo monumentale Ideal Theory in Rings.